# Paul Leemann-van Elck
Paul Leemann-van Elck, geborener Paul Leemann (* 25. August 1884 in Riesbach; † 23. Februar 1960 in Goldbach), war ein Schweizer Weinhändler, der als Sammler von Werken der Buchdruckerkunst und Autor zu Themen des Druckereiwesens bedeutend wurde.

## Leben und Wirken
Paul Leemann war der Sohn des Kaufmanns Gustav Adolf Leemann und seiner Ehefrau Henriette, geborene Escher. Er absolvierte die Handelsschule Zürich, übernahm 1903 das Weinimportgeschäft seines Vaters und unternahm ausgedehnte Geschäftsreisen in Europa. 1920 heiratete er Charlotte van Elck, deren Namen er seither führte. 
Nach dem Verkauf seiner Firma im Jahr 1927 baute er eine bedeutende Sammlung wertvoller Buchdrucke auf und betätigte sich als  Schriftsteller. Er war Verfasser mehrerer Werke zur Druckkunst und Mitarbeiter der Neuen Deutschen Biographie. Die Schweizer Bibliophile Gesellschaft ernannte ihn zu ihrem Ehrenmitglied.
Leemann-van Elck legte unter anderem Studien über Christoph Froschauer, Christoph Froschauer den Jüngeren, Matthias Stumpf, Salomon Gessner und Anton Graff vor.

## Werke
- Salomon Gessner. Sein Lebensbild mit beschreibenden Verzeichnissen seiner literarischen und künstlerischen Werke. Orell Füssli. Zürich/Leipzig 1930 (= Monographien zur Schweizer Kunst. Nr. 6).
- Die Offizin Gessner zu Zürich im 16. Jahrhundert. Schweizerische Bibliophilen-Gesellschaft, Zürich 1940.
- Die Offizin Froschauer. Zürichs berühmte Druckerei im 16. Jahrhundert. Ein Beitrag zur Geschichte der Buchdruckerkunst anläßlich der Halbjahrtausendfeier ihrer Erfindung. Orell Füssli, Zürich/Leipzig 1940.
- Judith Gessner, die Gattin des Idyllendichters und Malers Salomon Geßner. Mit einer Auswahl ihrer Familienbriefe. Orell Füssli, Zürich/Leipzig 1942.
- Die wirtschaftliche und kulturelle Bedeutung des Buchdruckes in der Schweiz. Ein Beitrag zur Geschichte der Buchdruckerkunst. Orell Füßli, Zürich 1945.
- Die Bibelsammlung im Großmünster zu Zürich. Zwingli-Verlag, Zürich 1945.
- Die zürcherische Buchillustration von den Anfängen bis um 1850. Schweizerische Bibliophilen-Gesellschaft, Zürich 1952.